# Menznau
Menznau är en ort och kommun i distriktet Willisau i kantonen Luzern, Schweiz. Kommunen har 3 113 invånare (2023).
Kommunens tre ortsdelar är byarna Geiss, Menznau och Menzberg.